# Parc del Fòrum

Logo del Parc del Fòrum

El Parc del Fòrum és un recinte de la ciutat de Barcelona que fou construït per al Fòrum Universal de les Cultures 2004 i on actualment es fan diferents actes i espectacles al llarg de l'any. És al districte de Sant Martí, al barri d'El Besòs i el Maresme.
El Parc del Fòrum inclou els espais de la plaça Leonardo Da Vinci, plaça dels Afusellats i plaça Ernest Lluch, la Gran Esplanada, el Parc dels Auditoris i les carpes del Parc del Fòrum. L'espai principal és una gran esplanada, la plaça del Fòrum, dissenyada per Elies Torres i Tur i José Antonio Martínez Lapeña, amb una gran placa fotovoltaica. A la plaça Leonardo Da Vinci es troba l'Edifici Fòrum, que des del 2011 és el principal espai d'exposició del Museu de Ciències Naturals de Barcelona. Al Parc del Fòrum s'inclou també el parc dels Auditoris, de 5,2 ha, d'Alejandro Zaera, amb dos auditoris de grades a l'aire lliure per a espectacles multitudinaris. Entre els dos auditoris hi ha dunes que combinen els espais vegetals amb paviments de lloses amb forma de mitja lluna de tons rosats que pavimenten els camins del parc, la qual cosa permet crear una continuïtat molt ornamental entre l'espai pla i el que fa pendent. Al costat del parc es troba la zona de banys, de 2 ha, dissenyada per Beth Galí i Jaume Benavent, una platja sense sorra amb accés mitjançant escalinates i rampes a vora mar, acotada amb pals a manera de piscina, protegida de l'onatge per una escullera, que forma una illa artificial anomenada Pangea. Les diferents zones es comuniquen mitjançant rampes diagonals.

## Història
El Parc del Fòrum forma part de la reordenació urbanística del front litoral del Besòs, situat a la desembocadura del riu, que es va dur a terme amb motiu del Fòrum Mundial de les Cultures Barcelona 2004. Aquest esdeveniment va tenir com a principal objectiu la reflexió i el diàleg al voltant de la diversitat cultural, el desenvolupament sostenible i la pau. La nova urbanització va permetre recuperar una gran extensió del front litoral situada entre els termes municipals de Barcelona i Sant Adrià de Besòs, en benefici de la ciutadania.

## La Pèrgola Fotovoltaica
Construïda l'any 2004, la pèrgola fotovoltaica era aleshores una de les centrals solars més importants de l'Estat. El projecte és obra dels arquitectes Elías Torres i J. A. Martínez Lapeña i segueix un disseny característic de la nova arquitectura a Barcelona. El 2021, amb 2686 plaques solars, la pèrgola tenia una capacitat màxima de 1250 kWh, que equival a l'energia d'un miler de llars. Eviten l'emissió de l'equivalent de 440 tones de CO₂ l'any. Aquesta pèrgola havia de reflectir l'esperit de sostenibilitat i aprofitament dels recursos naturals a la qual pretenia Barcelona.
Visible des de municipis situats a més de 30 quilòmetres de Barcelona, la pèrgola fotovoltaica és una enorme superestructura amb una alçària maximal de 50 metres per sobre del nivell del mar i una superfície de 3.400 m².

## Els auditoris
Tot i les grans dimensions, els dos auditoris queden com amagats entre les dunes. Cal arribar-hi per veure'ls. Van ser dissenyats per acollir els espectacles del Fòrum Barcelona 2004. Accedint al parc des de la plaça del Fòrum, en endinsar-s'hi hom troba una graderia que s'enfila a l'esquerra pel pendent. És l'Auditori de Mar, amb capacitat per a 3.500 persones. Just a l'altre extrem del parc s'obre una immensa esplanada on també s'eleva una graderia. És el Gran Auditori, amb capacitat per a 8.500 persones. Al darrere de l'extrem del Gran Auditori més proper al mar s'eleva un dels símbols del Fòrum: la pèrgola fotovoltaica de 4.000 m².

## Una piscina de mar
El Parc dels Auditoris introdueix el vianant a la zona dels banys del Fòrum, amb una superfície de dues hectàrees. Es tracta d'un nou concepte de platja, sense sorra, una mena de piscina ran de mar –de fet, s'abasteix aigua marina–, amb dues zones controlades i poc profundes. S'hi accedeix per escalinates i rampes. Per protegir la zona de banys de l'onatge es va construir l'illa de Pangea a 60 m de la costa i s'hi pot accedir nedant. Durant la temporada de banys, de maig a octubre, aquesta platja ofereix diversos serveis de platja i un servei de lloguer de canoes i caiacs.

## Vegetació

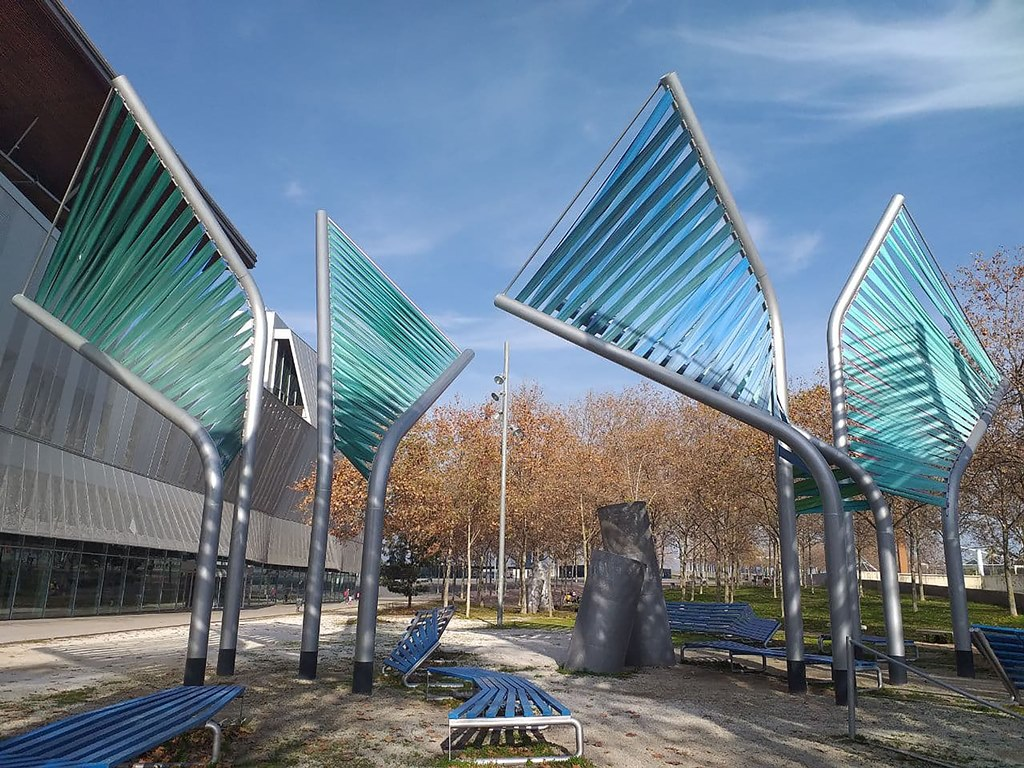
Escultures al parc, rere el Centre de Convencions Internacional

La vegetació està formada sobretot per canyissars (Arundo donax), gramínies (Hiperemia sp. i Nassella tenuissima, entre d'altres) i praderies que s'amaguen rere les dunes, on s'enfilen pels seus lloms. Quant als arbres, els més abundants són les moreres (Morus alba i Morus alba 'Fruitless') i les Grevillea robusta. També hi ha uns quants exemplars de llorer de l'Índia (Ficus nitida)